# Bandiera della Germania
La bandiera della Germania è composta da tre bande orizzontali di uguale misura. I colori sono, partendo dall'alto: nero, rosso e oro (in tedesco Schwarz-Rot-Gold).

## Origini e simbolismi
Esistono due teorie sulle origini esatte di questi colori: la prima sostiene che risalgono alle uniformi dei "Lützowsches Freikorps", composti principalmente da studenti universitari, che si formarono verso la fine della lotta contro l'occupazione napoleonica di gran parte della Germania, un'altra sostiene che derivino da colori simili presenti sullo stemma del Sacro Romano Impero, il cui stendardo era composto da un'aquila nera posta su uno sfondo di colore oro, con becco ed artigli rossi. La prima sembra essere più accreditata attualmente, ma può essere che la seconda fornisca la vera origine con un retroterra storico più ampio. In entrambi i casi, questi colori furono ben presto visti come i colori nazionali durante il periodo della Confederazione Tedesca, nella prima metà del XIX secolo.
L'oro e il nero, colori tradizionali della bandiera asburgica, vennero scelti in rappresentanza della Germania meridionale, mentre il rosso, associato a diversi stemmi delle città anseatiche, simboleggia la Germania settentrionale.

## Storia

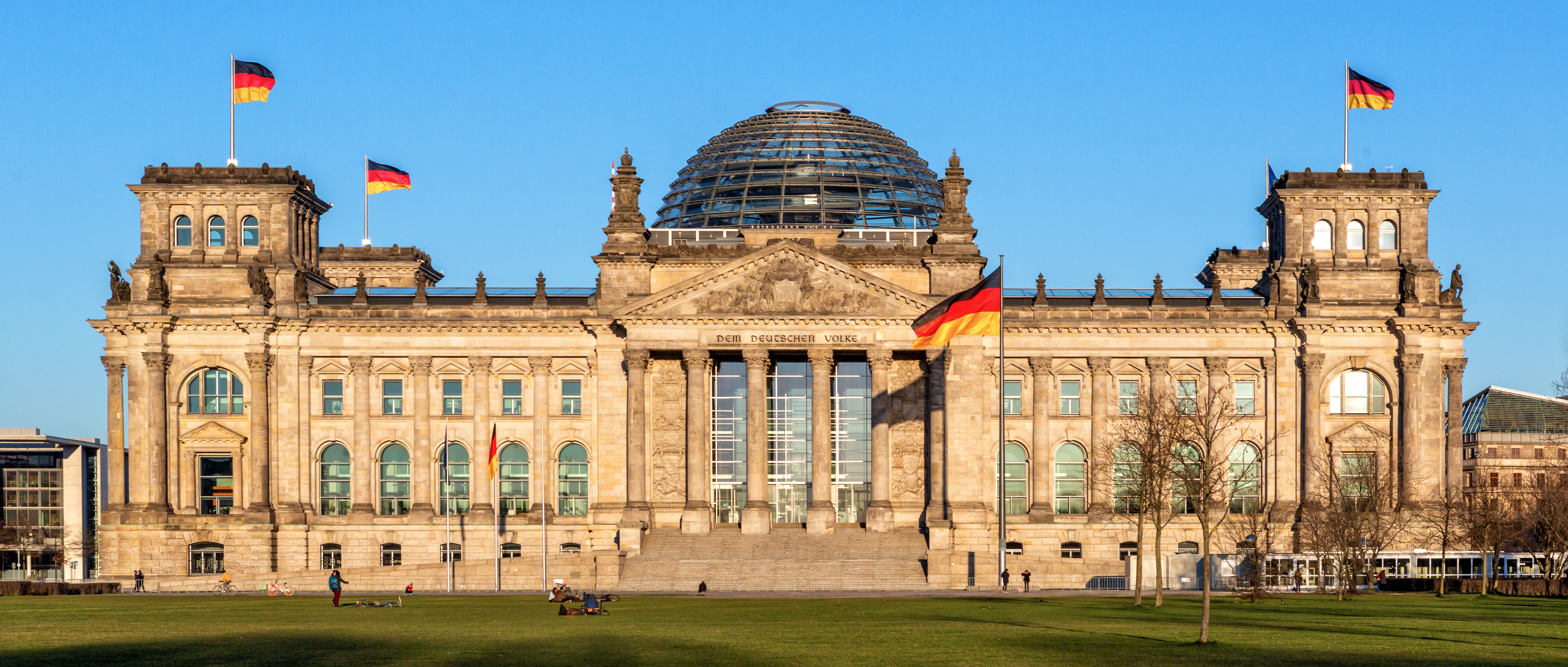
Bandiere tedesche sul Reichstag di Berlino

Il primo utilizzo della bandiera rossa-nera-oro è del 1832, quando venne issata in rappresentanza dell'unità dei popoli tedeschi durante una manifestazione ad Hambach. Il vessillo originale, ideato da Johann Philipp Abresch, è tuttora conservato in un museo della città di Neustadt an der Weinstraße.
Il 1848 vide un movimento nazionalistico cercare di trasformare una confederazione poco legata in uno stato unificato. Quando il Parlamento di Francoforte si riunì il 9 marzo 1848, dichiarò i colori ufficiali della federazione e adottò la bandiera nero-rosso-oro (Schwarz-Rot-Gold).
La Prussia, il più influente tra gli stati tedeschi, resistette al movimento, anche se lavorava per stabilire una Germania unificata che fosse più favorevole agli interessi prussiani. Un passo importante in questa direzione fu la fondazione della Confederazione Tedesca del Nord nel 1867, che il 25 giugno di quell'anno adottò una bandiera che ai colori richiamanti l'Impero austriaco (oro e nero) sostituì i colori prussiani (nero e bianco) e i colori della Lega anseatica e del Brandeburgo (rosso e bianco) in un tricolore orizzontale nero-bianco-rosso (Schwarz-Weiß-Rot). Questa bandiera sarebbe stata anche la bandiera nazionale, del successivo Impero tedesco dal 1871 al 1918, che sostituì la Confederazione Tedesca.
A seguito della sconfitta tedesca della prima guerra mondiale la bandiera imperiale cadde in disuso e la nuova Repubblica di Weimar ripristinò ufficialmente la sequenza nero-rosso-oro, l'11 agosto 1919. Durante i giorni della Repubblica di Weimar ci fu dibattito su quale bandiera usare, con i monarchici, i nazionalisti e i nazionalsocialisti favorevoli alla bandiera imperiale. Quando i nazisti presero il potere nel 1933 infatti la reintrodussero, anche se successivamente, il 15 settembre 1935, sostituirono tutte le bandiere governative tedesche con bandiere il cui disegno era basato sulla svastica presente nella loro bandiera di partito.

### Bandiera nazista
Con l'instaurarsi del regime nazista in Germania, avvenuto nel 1933, la bandiera nero-rosso-oro sparì rapidamente e con un decreto del 12 marzo venne reintrodotto il vecchio tricolore imperiale nero-bianco-rosso; si stabilì inoltre che la bandiera nazista e quella imperiale fossero utilizzate entrambe quali bandiere nazionali. Nel 1935, un anno dopo la morte del Presidente del Reich Paul von Hindenburg e l'ascesa di Hitler alla posizione di Führer, il sistema della doppia bandiera terminò e prevalse l'uso esclusivo della bandiera nazista quale bandiera nazionale della Germania, mentre la vecchia bandiera nero-bianco-rossa fu proibita e considerata "reazionaria".
Il disegno della bandiera nazista fu presentato da Hitler nell'estate del 1920 e la sua descrizione era la seguente: sfondo rosso, al centro un cerchio interamente bianco che conteneva una svastica nera al centro. La bandiera, oltre che creare un collegamento simbolico con l'Impero tedesco per via della sua scelta dei colori, aveva inoltre un ulteriore significato, riportato da Hitler nel suo libro "Mein Kampf", il bianco infatti rappresentava il nazionalismo, il rosso il socialismo e la svastica simboleggiava la missione di combattere per il trionfo della razza ariana. Albert Speer affermò nelle sue memorie che «solamente per due altri progetti lui (Adolf Hitler) ebbe la stessa attenzione che prestò alla sua casa sull'Obersalzberg: la bandiera di guerra del Reich ed il suo personale stendardo quale Capo di Stato».

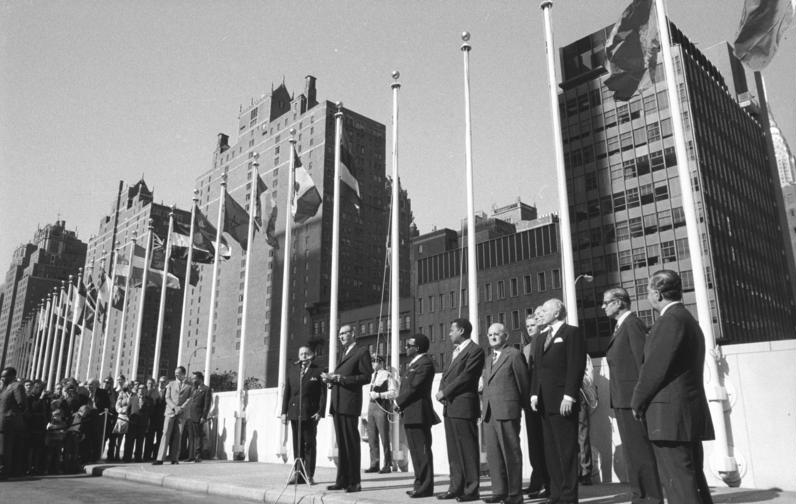
New York, 25 settembre 1973: le due bandiere tedesche della Repubblica Federale e della Repubblica Democratica vengono issate davanti al Palazzo di vetro dell'ONU.

Una versione con il cerchio non centrato ma spostato verso l'asta della bandiera fu usata quale insegna civile sulle navi tedesche e anche sulle navi da guerra della "Kriegsmarine" (denominazione della marina militare tedesca dal 1933 al 1945). Le insegne naziste si presentavano uguali su tutte e due le facce. Dal 1933 fino ad almeno il 1938 prima che una bandiera con la svastica venisse ufficialmente utilizzata doveva prendere parte in una cerimonia dove le si faceva toccare la Blutfahne (bandiera di sangue); si trattava della bandiera nazista usata dalle SA durante il fallito Putsch di Monaco del 1923. Questa cerimonia di “santificazione” aveva luogo durante il raduno di Norimberga. Non si sa se questa tradizione continuò dopo l'ultimo raduno che ebbe luogo nel 1938.

### Dopo la seconda guerra mondiale
Dopo la sconfitta della Germania nazista nella seconda guerra mondiale, la Germania venne occupata dagli alleati e cessò di esistere come Stato sovrano. Il governo di occupazione bandì le bandiere nazionali esistenti ed emanò un ordine che istituiva la bandiera di segnalazione internazionale rappresentante la lettera "C" (meno un lembo triangolare) come bandiera provvisoria della Germania.
Dopo l'occupazione alleata, la bandiera nero-rosso-oro venne di nuovo adottata come bandiera nazionale, ma con una variazione delle proporzioni da 2:3 a 3:5. La Repubblica Federale Tedesca (Germania Ovest) la adottò il 9 maggio 1949, ed essa è quella attualmente in uso. La Repubblica Democratica Tedesca (Germania Est) inizialmente utilizzò la stessa bandiera, ma il 1º ottobre 1959 introdusse il proprio emblema di Stato al centro di essa, il quale raffigurava un martello ed un compasso accerchiati da del segale e dal tricolore tedesco; questa versione fu utilizzata fino alla riunificazione delle due Germanie nel 1990.

## Bandiere storiche
Bandiere del Sacro Romano Impero

Stendardo reale tedesco del XIV sec.
Stendardo imperiale dei primi anni del '400
Stendardo imperiale dal 1430 al 1806
Stendardo imperiale di Federico III d'Asburgo dal 1437 al 1493
Stendardo imperiale di Massimiliano I e di Carlo V dal 1493 al 1556
Stendardo imperiale di Carlo V dal 1519 al 1556

Bandiere della Confederazione germanica (1815-1866)

Bandiera della Confederazione germanica
Bandiera di guerra della Confederazione germanica dal 1848 al 1852
Bandiera navale della Confederazione germanica

Bandiere della Confederazione Tedesca del Nord (1867-1871)

Bandiera della Confederazione Tedesca del Nord
Bandiera di guerra dal 1867 al 1871
Bandiera navale dal 1867 al 1871

Bandiere dell'Impero tedesco (1871-1918)

Bandiera nazionale e mercantile dell'Impero tedesco
Bandiera dell'Impero coloniale tedesco
Bandiera di guerra della Kaiserliche Marine dal 1871 al 1892
Bandiera di guerra dal 1892 al 1903
Bandiera di guerra dal 1903 al 1918
Insegna navale dal 1871 al 1903
Insegna navale dal 1903 al 1918

Bandiere della Repubblica di Weimar (1918-1933)

Bandiera della Repubblica di Weimar dal 1919 al 1933
Bandiera di Stato dal 1921 al 1933
Bandiera mercantile dal 1919 al 1933
Bandiera di Stato in mare dal 1921 al 1926
Bandiera di Stato in mare dal 1926 al 1933
Bandiera di guerra dal 1919 al 1921 (de jure)
Bandiera di guerra dal 1921 al 1933
Bandiera presidenziale dal 1919 al 1921
Stendardo presidenziale dal 1921 al 1926
Stendardo presidenziale dal 1926 al 1933
Protettorato del Saar (1920-1935)

Bandiere della Germania nazista (1933-1945)

Germania nazista (1933-1935)
Germania nazista (1935-1945)
Bandiera di guerra dal 1933 al 1935
Bandiera di guerra dal 1935 al 1938
Bandiera di guerra dal 1938 al 1945

Bandiere della Germania nel dopoguerra (1945-1949)

Bandiera mercantile della Germania occupata (1946-1949)
Bandiera del Protettorato della Saar

Bandiere della Germania Ovest e della Germania Est

Germania Ovest (1949-1990)
Repubblica Democratica Tedesca (1949–1959)
Squadra Unificata Tedesca ai Giochi olimpici (1956-1968)
Germania Est (1959-1990)
Bandiera ufficiosa della Germania Est durante la riunificazione

Bandiere proposte

Bandiera proposta per la Repubblica di Weimar
Bandiera proposta da Josef Wirmer (1944)
Bandiera proposta da Ernst Wirmer (1944)
Bandiera proposta dalla CDU (1948)
Bandiera proposta da Paul Wentzcke (1948)